# Stigmella hoheriae
Stigmella hoheriae là một loài bướm đêm thuộc họ Nepticulidae. Nó được tìm thấy ở New Zealand.
Chiều dài cánh trước là 3–4 mm. Con trưởng thành bay vào tháng 2 và từ tháng 7 đến tháng 12. Reared adults emerged in tháng 10. There are probably two generations per year.
Ấu trùng ăn Hoheria species such as Hoheria glabrata, Hoheria populnea, Hoheria sexstylosa và Hoheria angustifolia. Chúng ăn lá nơi chúng làm tổ. 